# Рокитнянська селищна територіальна громада
Рокитнянська селищна територіальна громада — територіальна громада в Україні, в Білоцерківському районі Київської області. Адміністративний центр — селище Рокитне.
Площа громади — 661,5 км², населення — 24 822 особи (2022).
Утворена 12 червня 2020 року шляхом об'єднання всіх селищних і сільських рад Рокитнянського району.

## Населені пункти
Рокитнянська територіальна громада налічує 1 селище (Рокитне) та 22 села: 
- Бакумівка
- Бирюки
- Бушеве
- Виговське
- Житні Гори
- Запруддя
- Калинівка
- Колісникове
- Луб'янка
- Любка
- Маківка
- Насташка
- Нова Маківка
- Ольшаниця
- Острів
- Пугачівка
- Ромашки
- Савинці
- Синява
- Телешівка
- Троїцьке
- Шарки

## Старостинські округи
- №1 Шарки, Калинівка, Виговське, Луб'янка, Любка
- №2 Ольшаниця, Бушеве
- №3 Запруддя, Телешівка, Ромашки, Бакумівка
- №4 Житні Гори, Савинці, Маківка, Нова Маківка
- №5 Острів, Троїцьке, Бирюки, Пугачівка
- №6 Синява
- №7 Насташка, Колесникове